# ريبوز
الريبوز (بالإنجليزية: Ribose)‏ هو سكر خماسي يحتوي على خمس ذرات كربون ألدهيدي، ويحتوي مجموعة الألدهيد كمجموعة وظيفية في صورته الخطية. ويعدّ الريبوز أحد أنواع الكربوهيدرات البسيطة الأحادية.  له الصيغة الكيميائية C5H10O5. اكتشفه فوبس ليفين في سنة 1905.
د-ريبوز D-Ribose موجود في الطبيعة بكثرة فهو جزء هام في الرنا. كما أنه جزء من ناقلات الطاقة البيولوجية، مثل أدينوسين ثلاثي الفوسفات ثلاثي فوسفات الأدينوسين، وأدينوسين ثنائي الفوسفات ADP و أدينوسين أحادي الفوسفات AMP .
ويظهر في الخلايا الحية في هيئته الحلقية cAMP ويعمل كعامل مقوي لهرمونات .
وهو يشكل جزءا في تركيب أدينوسين ، وفيه يرتبط الريبوز عن طريق الذرة C1 مع الأدنين .

## شكلين للتصاوغ

تصاوغ الريبوز

## في الإنسان
يتكون الريبوز في جسم الإنسان من سكريات أحادية أخرى عبر دورة فسفات خماسي Pentophosfate.
وفي الريبوز المنقوص الأكسجين deoxyribose ، والذي تنقص فيه مجموعة الهيدروكسل من ذرة الكربون الثانية، فهو يشكل جزءا هاما من الدنا (الحمض النووي الريبوزي المنقوص الأكسجين).

## سبب التسمية
الكيميائي الألماني إميل فيشر كان أول من حضر هذا النوع من السكر مختبرياً، وأطلق عليه اسم ريبوز (Ribose) بإعادة ترتيب لاسم سكر مصاوغ صنوي هو عربينوز (Arabinose)، والذي بدوره اشتق اسمه وتركيبه من الصمغ العربي (باللاتينية gummi arabicum)، وهي المادة الخام الأولية التي استخدمت لعزل العربينوز، ومنه جرى تحضير L-ريبوز.

## معرض صور

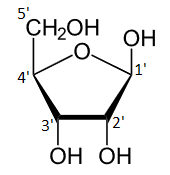
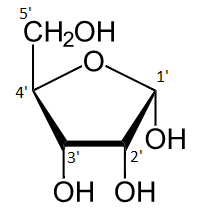
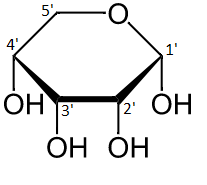
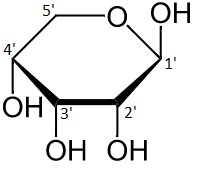

## اقرأ أيضا
- قاعدة نووية (كيمياء)
- الدنا
- الرنا
- عربينوز
- ريبوز منقوص الأكسجين
- ريبوز 5-فوسفات